# Tartarus Montes
Tartarus Montes est une chaîne de montagnes située sur la planète Mars par 22,04° N, 173,86° E et s'étend sur 1 070 km entre Orcus Patera et la région volcanique d'Elysium Planitia. Cette chaîne de montagnes a été nommée en 1985 d'après le dieu grec du monde souterrain, Tartarus, le dieu des Enfers. La deuxième partie du nom « Montes » signifie les montagnes. 

## Toponymie

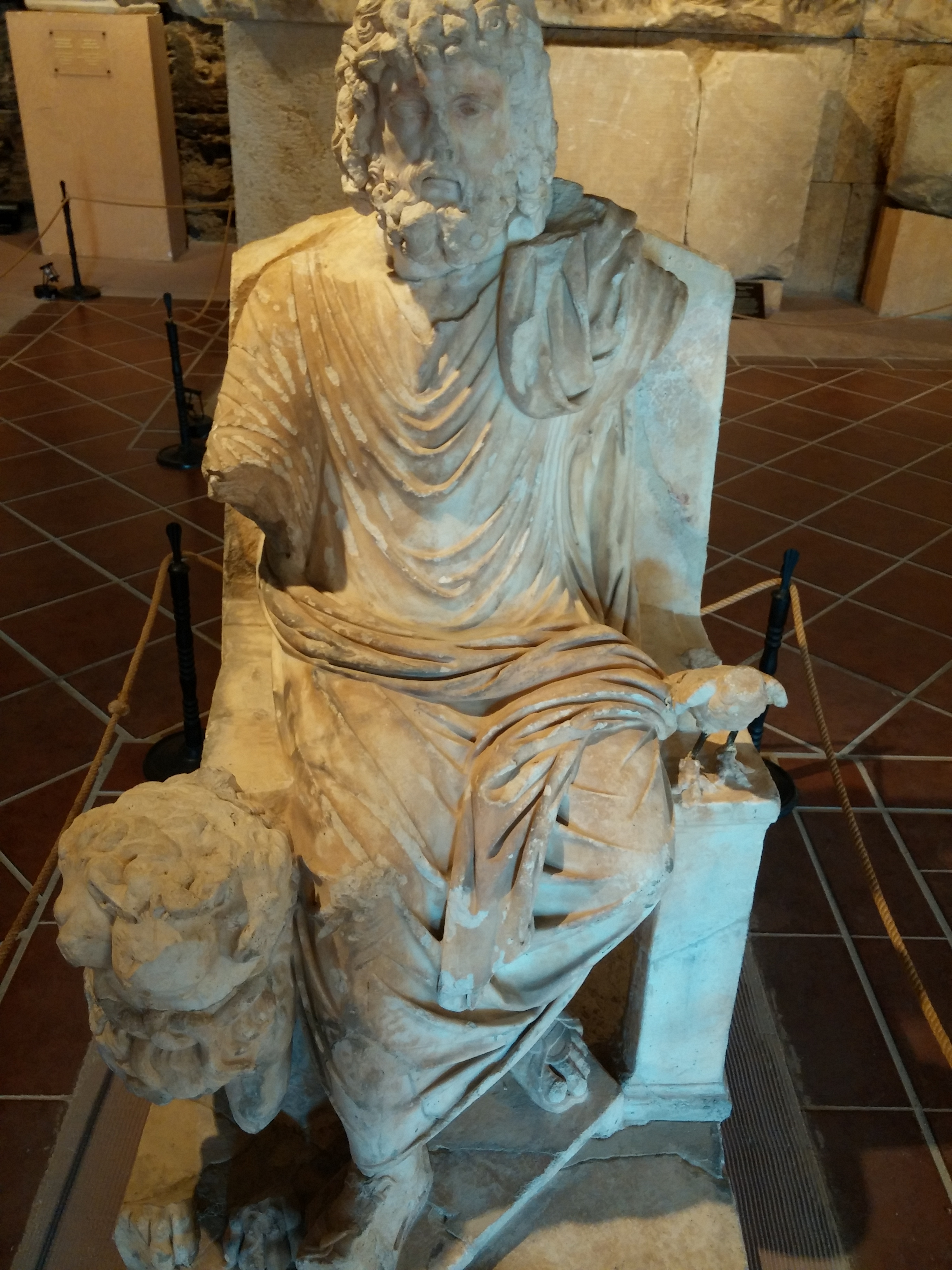
Statue d'Hadès exposée au musée de Hiérapolis (Turquie) et datée de la fin du IIe siècle.

La dénomination « Tartarus Montes » est formée des mots « Tartarus » et « montes » (noms d'origine latine). « Tartarus » provient du latin « Tartarus ou Tartaros, i, m » qui signifie « le Tartare », autrement dit un lieu des Enfers ; ou, par extension, les Enfers. Cependant, selon certains auteurs, cela peut aussi signifier « infernal », soit « effrayant, horrible ». Dans la mythologie grecque, il s’agit du lieu le plus bas de l'Hadès (nom du Dieu et du lieu, donc ici synonyme d'« Enfers »), où Zeus a emprisonné les Titans. Étant associé aux Enfers, et à l’enfermement, ce terme peut donner une impression négative.
Quant au terme « Montes », il provient du latin « mons, montis, m » qui désigne une montagne, ou un mont. Pour certains auteurs comme César, la montagne évoque une masse énorme. Pour d’autres, cela réfère à toute espèce de proéminence rocheuse (en poésie notamment), telle que les rivages ou les rochers par exemple. Donc « Tartarus Montes » pourrait se traduire par « Monts du Tartare ».
Ce nom a été approuvé par l'International Astronomical Union en 1985.

## Caractéristiques
Les photographies prises par la sonde Mars Global Surveyor indiquent la présence de cônes et d'anneaux volcaniques près de Tartarus Montes. Des fractures et d'étroits grabens sont présents tout autour de la chaîne de montagnes.

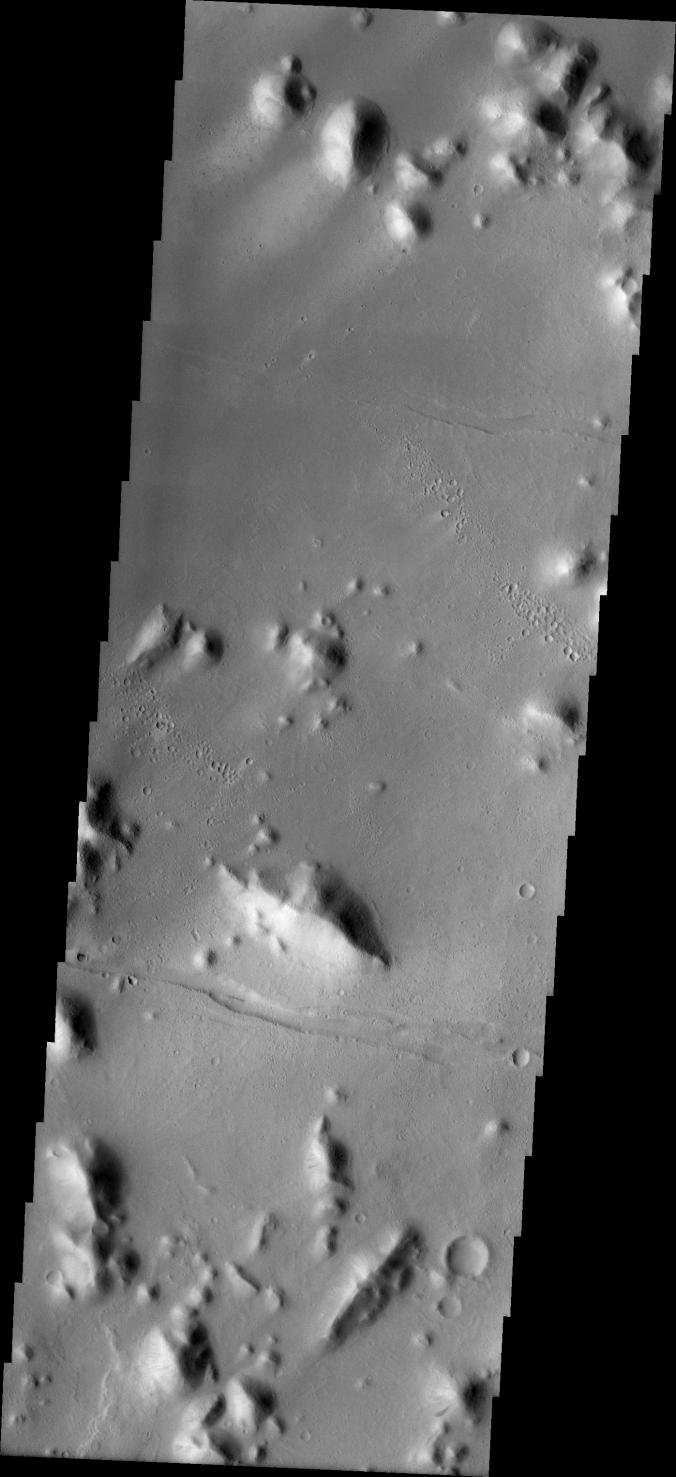
Cliché d'une partie de Tartarus Montes pris par Mars Global Surveyor
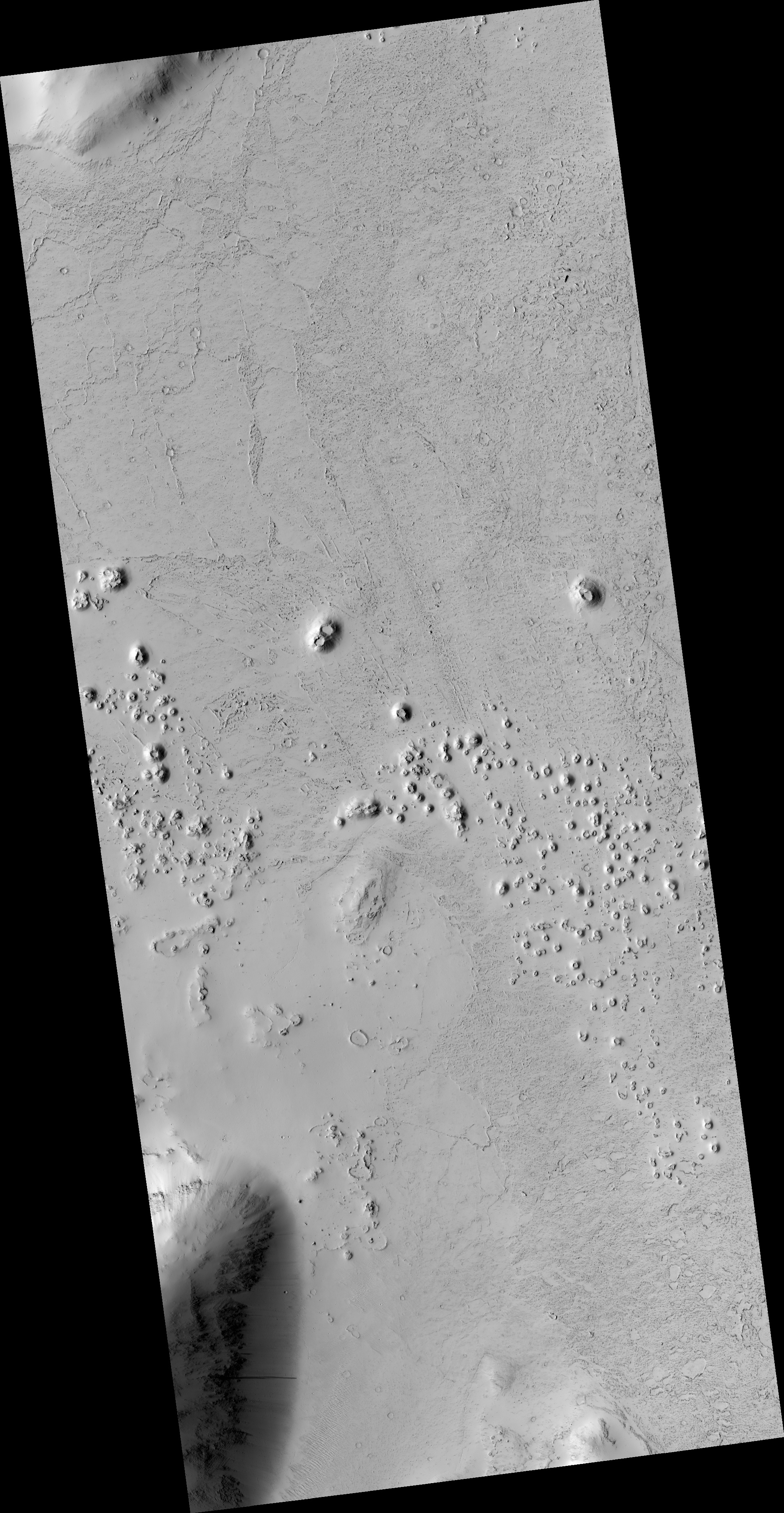
Photographie des cônes et anneaux volcaniques situés près de la chaîne de montagnes prise par Mars Reconnaissance Orbiter.

Les zones vallonnées et les plaines intermédiaires sont coupées avec des marques similaires. Un canal d’écoulement traverse la crête rocheuse de cette montagne à un point nommé Grjota’vallis.
Cette montagne est sans doute composée de matière volcanique qui est remontée à la surface par l’activité pluvieuse et éolienne, cette zone est donc une zone formée par le volcanisme dû à la libération des eaux souterraines et la formation de longues fissures subparallèles. 
Avec les Phlegra Montes (en), Tartarus Montes forme un système complexe de crêtes et de collines isolées qui montrent un aperçu des paramètres géomorphologiques à grande échelle imposés par le climat sur Mars. 

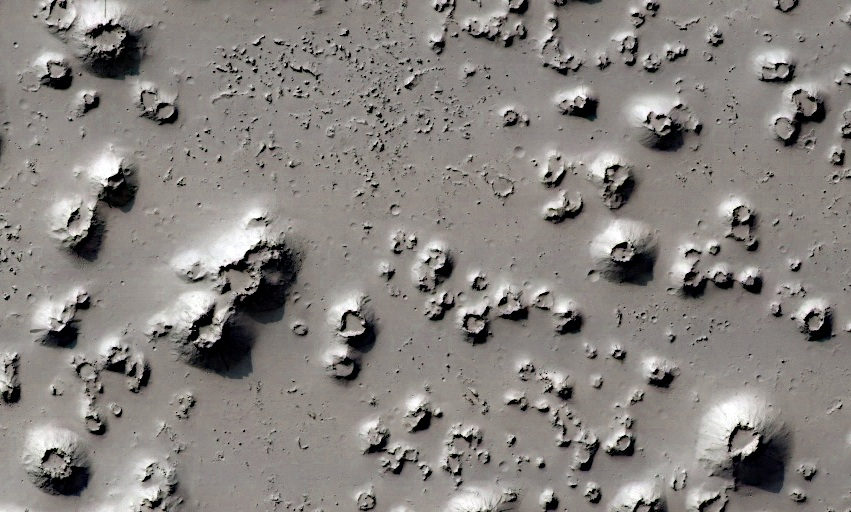
Cratères dans la région du Tartarus Montès, image de l'université d'Arizona, États-Unis.

Cette région serait propice à la présence d’eau ou à de la glace et daterait de bien avant les régions voisines : la région est datée du début du Noachien au début de l'Hespérien soit environ 3,5 à 4,1 Giga années (milliards d'années). La région du Tartarus Montes est donc beaucoup plus âgée que la région voisine du plateau de l'Élysium, qui elle date de l'Amazonien, environ 3,2 Ga ; ce qui s'observe par la quantité de cratères qui y est beaucoup plus importante.
Une quantité d’eau importante, qui s’est exfiltrée à travers la lave refroidie, s’est déversée dans la région de Tartarus Montes, c’est ce qui pourrait expliquer une partie des matières volcaniques du site. 

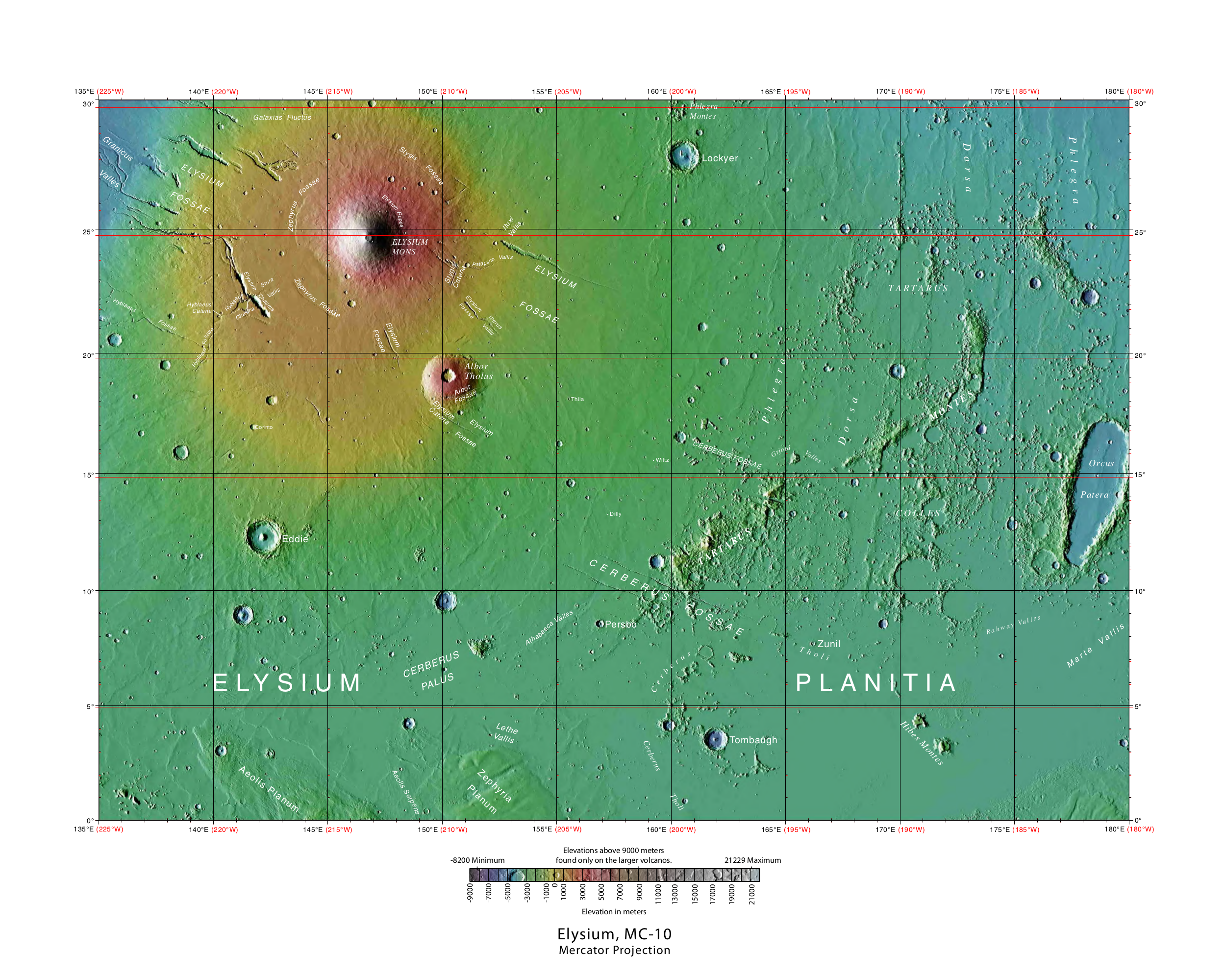
Localisation d'Orcus Patera et de Tartarus Montes.

De l’eau en quantité importante aurait aussi débordé dans la crête nord d’Orcus Patera : une quantité importante d’eau peut avoir percolé à travers la lave fracturée, et une partie du volume peut avoir débordé la crête du nord d’Orcus Patera pour déboucher dans la région du Tartatus Montes. Il est envisagé qu’un environnement aqueux souterrain dans les roches se soit formé.  
Cette montagne est donc entourée de cratères, hypothétiquement dus à une explosion de vapeur.